# 贾迈勒·贝勒马迪
贾迈勒·贝勒马迪（阿拉伯语: جامل بلماضي，英语: Djamel Belmadi，1976年3月27日—，生于法国马恩河畔尚皮尼）阿尔及利亚退役足球运动员，司職中場。現任阿爾及利亞領隊。
贝勒马迪曾效力多家法甲球會如巴黎聖日耳門、馬賽，也曾效力英超的曼城和西班牙的維戈塞爾塔。他可在右路传球以及策劃攻勢，以至后插上破關。他曾受幾間英超球隊注意，但他卻一一拒絕邀請。
2007年他返回法國加盟瓦朗謝訥。

## 国家队生涯
贝勒马迪的首次代表阿尔及利亚出赛是在2000年7月9日对阵摩洛哥国家队的比赛。
他是2004年非洲国家杯阿尔及利亚队成员，协助球队取得小组出线权，但在8强中被摩洛哥所击败。贝勒马迪总共为国家队出场20场射入5球